# Mistrzostwa Świata w Lekkoatletyce 1991 – rzut oszczepem mężczyzn

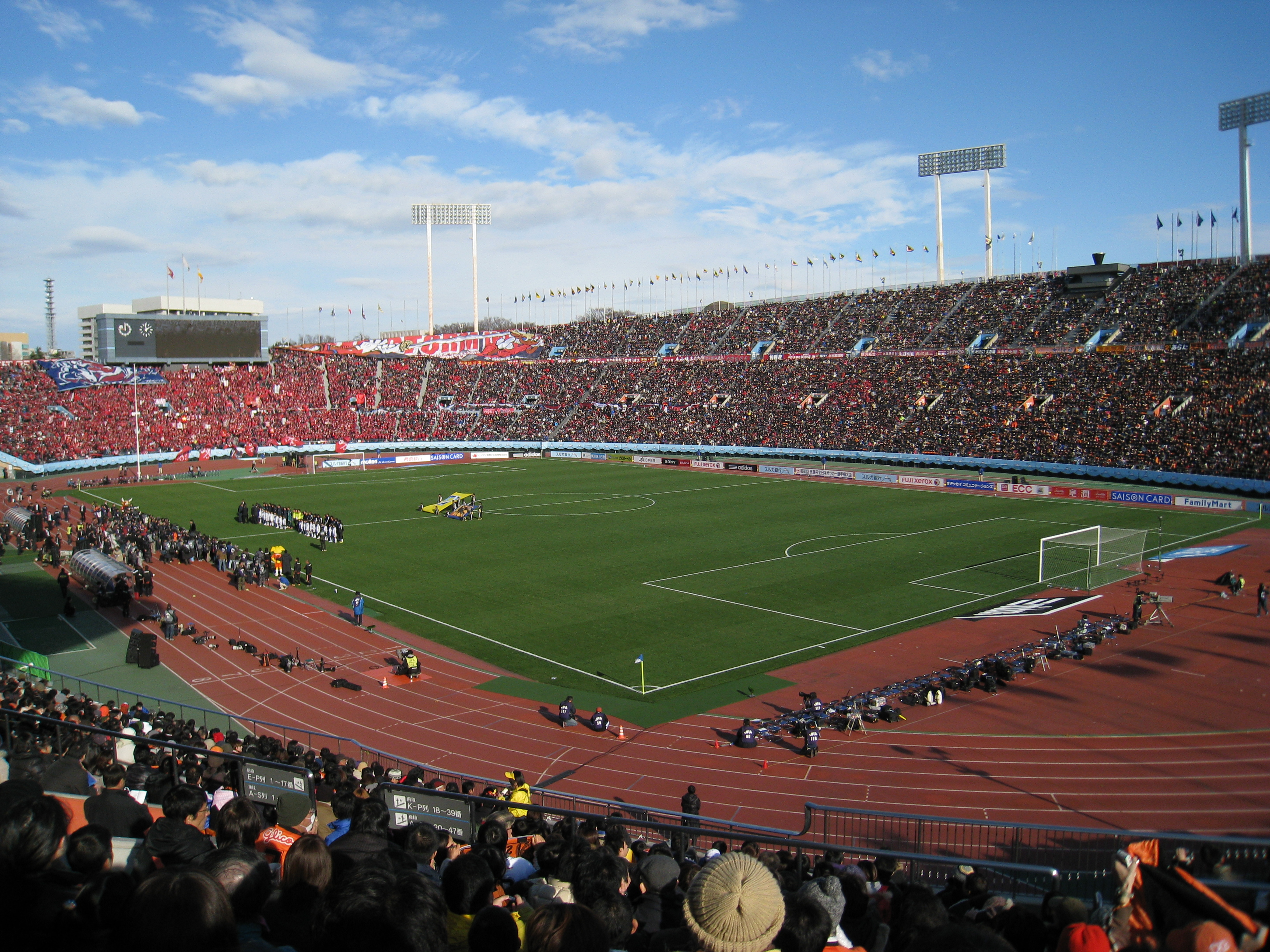
Stadion w Tokio – arena 3. Mistrzostw Świata w Lekkoatletyce

Rzut oszczepem mężczyzn – jedna z konkurencji rozegranych podczas mistrzostw świata w roku 1991 na Narodowym Stadionie Olimpijskim w Tokio.
Eliminacje rzutu oszczepem rozegrano w niedzielę 25 sierpnia. Finał odbył się dzień później – 26 sierpnia. Złoty medal zdobył reprezentant Finlandii Kimmo Kinnunen ustanawiając jednocześnie nowy rekord mistrzostw świata. W konkursie nie brał udziału żaden reprezentant Polski.

## Rekordy
Tabela przedstawia najlepsze wyniki, które uzyskali zawodnicy na świecie, w Europie i Polsce oraz na dotychczasowych mistrzostwach świata.
| Rekord mistrzostw | Seppo Räty         | 83,54 m | Rzym, Włochy       | 30.08.1987 |
| Rekord świata     | Steve Backley      | 89,58 m | Sztokholm, Szwecja | 2.07.1990  |
| Rekord Europy     | Steve Backley      | 89,58 m | Sztokholm, Szwecja | 2.07.1990  |
| Rekord Polski     | Zbigniew Bednarski | 80,82 m | Słupsk, Polska     | 18.05.1988 |

## Eliminacje
Do zawodów przystąpiło 41 oszczepników reprezentujących 25 krajów. Sportowcy w rundzie eliminacyjnej zostali podzieleni na 2 grupy.
| * wyniki podawane w metrach |

### Grupa A
| Poz. | Imię i nazwisko          | Narodowość        | Rezultat | Uwagi |
| ---- | ------------------------ | ----------------- | -------- | ----- |
| 1    | Kimmo Kinnunen           | Finlandia         | 88,48    | q     |
| 2    | Gavin Lovegrove          | Nowa Zelandia     | 82,08    | q     |
| 3    | Einar Vilhjálmsson       | Islandia          | 80,10    | q     |
| 4    | Dmitriy Polyunin         | ZSRR              | 78,50    |       |
| 5    | Steve Backley            | Wielka Brytania   | 78,24    |       |
| 6    | Ramón González           | Kuba              | 77,72    |       |
| 7    | Pascal Lefèvre           | Francja           | 77,26    |       |
| 8    | Jan Železný              | Czechosłowacja    | 76,26    |       |
| 9    | Ari Pakarinen            | Finlandia         | 76,14    |       |
| 10   | Masami Yoshida           | Japonia           | 75,96    |       |
| 11   | Dave Stephens            | Stany Zjednoczone | 75,10    |       |
| 12   | Peter Borglund           | Szwecja           | 74,40    |       |
| 13   | Sejad Krdžalić           | Jugosławia        | 73,84    |       |
| 14   | Juan Gerardo De La Garza | Meksyk            | 72,84    |       |
| 15   | Wiktor Zajcew            | ZSRR              | 72,48    |       |
| 16   | Klaus Tafelmeier         | Niemcy            | 72,42    |       |
| 17   | Rodrigo Zelaya           | Chile             | 70,70    |       |
| 18   | Angel Mandzhukov         | Bułgaria          | 69,78    |       |
| 19   | Julian Sotelo            | Hiszpania         | 65,74    |       |
| 20   | Trevor Modeste           | Grenada           | 62,68    |       |

### Grupa B
| Poz. | Imię i nazwisko      | Narodowość         | Rezultat | Uwagi |
| ---- | -------------------- | ------------------ | -------- | ----- |
| 1    | Seppo Räty           | Finlandia          | 87,34    | q     |
| 2    | Peter Blank          | Niemcy             | 82,56    | q     |
| 3    | Dag Wennlund         | Szwecja            | 82,46    | q     |
| 4    | Władimir Sasimowicz  | ZSRR               | 82,38    | q     |
| 5    | Raymond Hecht        | Niemcy             | 81,92    | q     |
| 6    | Vadim Bavikin        | Izrael             | 81,56    | q     |
| 7    | Sigurdur Einarsson   | Islandia           | 80,60    | q     |
| 8    | Patrik Bodén         | Szwecja            | 79,64    | q     |
| 9    | Mick Hill            | Wielka Brytania    | 79,54    | q     |
| 10   | Lianbiao Zhang       | Chiny              | 78,94    |       |
| 11   | Radoman Šcekic       | Jugosławia         | 76,10    |       |
| 12   | Sigurdur Matthiasson | Islandia           | 76,02    |       |
| 13   | Colin Mackenzie      | Wielka Brytania    | 75,12    |       |
| 14   | Mike Barnett         | Stany Zjednoczone  | 75,02    |       |
| 15   | Tom Pukstys          | Stany Zjednoczone  | 74,72    |       |
| 16   | Kazuhiro Mizoguchi   | Japonia            | 73,78    |       |
| 17   | Kim Ki Hun           | Korea Południowa   | 73,62    |       |
| 18   | Luis Lucumi          | Kolumbia           | 70,48    |       |
| 19   | Frederick Morgan     | Samoa Amerykańskie | 66,98    |       |
| 20   | Frans Mahuse         | Indonezja          | 66,20    |       |
| 21   | Benjamin Cawicaan    | Filipiny           | 61,38    |       |

## Finał
| Pozycja | Zawodnik            | Odległość |
| ------- | ------------------- | --------- |
|         | Kimmo Kinnunen      | 90.82 m   |
|         | Seppo Räty          | 88.12 m   |
|         | Władimir Sasimowicz | 87.08 m   |
| 4.      | Gavin Lovegrove     | 84.24 m   |
| 5.      | Mick Hill           | 84.12 m   |
| 6.      | Sigurdur Einarsson  | 83.46 m   |
| 7.      | Dag Wennlund        | 81.14 m   |
| 8.      | Patrik Bodén        | 78.58 m   |
| 9.      | Einar Vilhjálmsson  | 77.28 m   |
| 10.     | Vadim Bavikin       | 77.18 m   |
| 11.     | Peter Blank         | 72.62 m   |
| 12.     | Raymond Hecht       | 70.58 m   |